# Церковь святого Петра (Отон)
Церковь Святого Петра, Отон  (фр. Église Saint-Pierre de Melreux) — римско-католическая церковь на Авеню де ла Гар в деревне Мельрё коммуны Отон, Бельгия.
Костёл разрушался несколько раз за свою историю. В XVII веке была проведена реконструкция в два этапа. Основная церковь с башней, окружённой четырьмя башенками начала строиться в 1671 году. Существующий неф и хоры датируются 1699 годом. Хоры были украшены лепниной Людовика XV, алтарь выполнен в дереве в стиле Людовика XIII. После восстановления новый храм был торжественно освещён 20 августа 1710 года. Внутри костёла также присутствуют более древние постройки: романская купель XII-го века и средневековые надгробные плиты. 